# Obydów
Obydów (ukr. Обидів) – wieś na Ukrainie. Należy do rejonu lwowskiego (wcześniej do rejonu kamioneckiego) w obwodzie lwowskim i liczy 236 mieszkańców.
Wieś starostwa kamionackiego położona była w XVIII wieku w ziemi chełmskiej. Dziedzicem majątku był hr. Karol Mier (zm. 1885). Pod koniec XIX wieku właścicielką majątku była jego żona hr. Helena Mierowa.
W II Rzeczypospolitej do 1934 roku wieś stanowiła samodzielną gminę jednostkową w powiecie kamioneckim w woj. tarnopolskim. W związku z reformą scaleniową została 1 sierpnia 1934 roku włączona do nowo utworzonej wiejskiej gminy zbiorowej Kamionka Strumiłowa w tymże powiecie i województwie. Po wojnie wieś weszła w struktury administracyjne Związku Radzieckiego.
W Obydowie urodził się sługa Boży o.Wenanty Katarzyniec.